# 마리우시 스텡핀스키
마리우시 스텡핀스키(폴란드어: Mariusz Stępiński, 1995년 5월 12일 ~ )는 오모니아에서 스트라이커로 활약하고 있는 폴란드의 축구 선수이다. 스텡핀스키는 폴란드 축구 국가대표팀 일원으로 UEFA 유로 2016에 참가했다.

## 클럽 경력

### 유소년
스텡핀스키는 피아스트 비아츠키와 포곤 에콜로 준스카 볼라에서 그의 유소년 커리어 생활을 이어나갔으며, 2011년 엑스트라클라사 소속 클럽인 비제프 우치와 계약한다. 그는 두 시즌 동안 33회 출장과 5번의 골을 기록하게 된다.

### 1. FC 뉘른베르크
2013년 6월 5일, 스텡핀스키는 독일 분데스리가 소속 클럽인 1. FC 뉘른베르크와 3년 계약을 맺게 된다.